# Mistrzostwa Europy w Lekkoatletyce 1954 – skok wzwyż kobiet

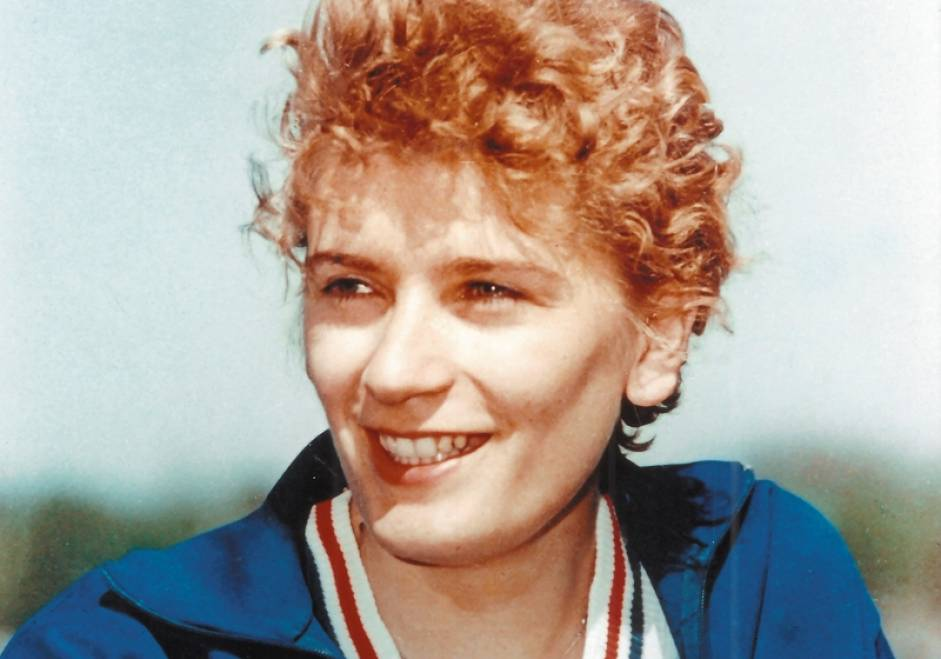
Iolanda Balaș

Skok wzwyż kobiet był jedną z konkurencji rozgrywanych podczas V Mistrzostw Europy w Bernie. Kwalifikacje rozegrano 25 sierpnia, a finał 28 sierpnia 1954, przy czym zdarzył się rzadki przypadek, że wszystkie zawodniczki startujące w kwalifikacjach dostały się do finału. Zwyciężczynią tej konkurencji została Brytyjka Thelma Hopkins. W rywalizacji wzięło udział czternaście zawodniczek z dziewięciu reprezentacji.

## Rekordy
| Rekord świata     | Aleksandra Czudina (SUN) | 1,73 | Kijów, ZSRR        | 22.05.1954 |
| Rekord Europy     | Aleksandra Czudina (SUN) | 1,73 | Kijów, ZSRR        | 22.05.1954 |
| Rekord mistrzostw | Ibolya Csák (HUN)        | 1,64 | Wiedeń, III Rzesza | 18.09.1938 |

## Wyniki

### Kwalifikacje
| Miejsce | Zawodniczka        | Wynik | Uwagi |
| ------- | ------------------ | ----- | ----- |
| 1-14    | Sheila Lerwill     | 1,50  | Q     |
| 1-14    | Anka Abadżiewa     | 1,50  | Q     |
| 1-14    | Aleksandra Czudina | 1,50  | Q     |
| 1-14    | Reinelde Knapp     | 1,50  | Q     |
| 1-14    | Iolanda Balaș      | 1,50  | Q     |
| 1-14    | Berta Sablatnig    | 1,50  | Q     |
| 1-14    | Gunhild Larking    | 1,50  | Q     |
| 1-14    | Ludmiła Moczilina  | 1,50  | Q     |
| 1-14    | Ursula Schmückle   | 1,50  | Q     |
| 1-14    | Olga Modrachová    | 1,50  | Q     |
| 1-14    | Simone Peirone     | 1,50  | Q     |
| 1-14    | Liduška Ajglová    | 1,50  | Q     |
| 1-14    | Thelma Hopkins     | 1,50  | Q     |
| 1-14    | Renate Kramer      | 1,50  | Q     |

### Finał
| Miejsce | Zawodniczka        | Wynik | Uwagi |
| ------- | ------------------ | ----- | ----- |
| 1       | Thelma Hopkins     | 1,67  | CR    |
| 2       | Iolanda Balaș      | 1,65  | NR    |
| 3       | Olga Modrachová    | 1,63  |       |
| 4       | Gunhild Larking    | 1,63  | NR    |
| 5       | Sheila Lerwill     | 1,60  |       |
| 6       | Aleksandra Czudina | 1,60  |       |
| 7       | Liduška Ajglová    | 1,55  |       |
| 8       | Renate Kramer      | 1,55  |       |
| 9       | Ursula Schmückle   | 1,55  |       |
| 10      | Reinelde Knapp     | 1,55  |       |
| 10      | Ludmiła Moczilina  | 1,55  |       |
| 12      | Simone Peirone     | 1,55  |       |
| 13      | Berta Sablatnig    | 1,50  |       |
| 14      | Anka Abadżiewa     | 1,50  |       |